# يوجين أندرسون
يوجين أندرسون (بالإنجليزية: Eugene Anderson)‏ هو محامي أمريكي، ولد في 24 أكتوبر 1927، وتوفي في 30 يوليو 2010 بسبب ذات الرئة.